# Andrena stipator
Andrena stipator är en biart som beskrevs av Laberge 1971. Andrena stipator ingår i släktet sandbin, och familjen grävbin. Inga underarter finns listade i Catalogue of Life.